# Dicranomyia heteracantha
Dicranomyia heteracantha là một loài ruồi trong họ Limoniidae. Chúng phân bố ở miền Australasia.